# De sui ipsius et multorum ignorantia
Il De sui ipsius et multorum ignorantia è un trattato filosofico minore di Francesco Petrarca, scritto in prosa latina. La prima stesura risale al 1367 (l'episodio raccontato dall'autore non avviene certamente prima del 1362), tuttavia la stesura definitiva del De ignorantia fu inviata al dedicatario Donato Albanzani soltanto all’inizio del 1371.
Si tratta della risposta del poeta ad alcuni averroisti veneziani (mai nominati, e noti da testimonianze indirette riportate nel manoscritto Marciano latino VI, 86 e nel manoscritto Palatino Parmense 29: Leonardo Dandolo, Zaccaria Contarini, Tommaso Talenti, Guido da Bagnolo) che lo avevano giudicato quale ottimo individuo, ma pessimo letterato e ignorante per via del suo rigetto per Aristotele.
Il Petrarca scrisse questo opuscolo polemico sostenendo con notevole perspicacia spunti di Platone e Sant'Agostino, che si erano occupati dei problemi morali e della salvezza dell'animo, e dichiarandosi, quindi, fermamente antiaristotelico.
Di fatto, Il nucleo argomentativo del De ignorantia consiste nell’attacco al naturalismo razionalista di Aristotele e all’acritico principio di autorità praticato dai suoi seguaci moderni: a questi atteggiamenti Petrarca contrappone rispettivamente la filosofia morale, fonte della crescita interiore dell’uomo, e la fede cristiana, unica garanzia di verità.